# 3060 Delcano
3060 Delcano (1982 RD1) là một tiểu hành tinh vành đai chính được phát hiện ngày 12 tháng 9 năm 1982 bởi Wild, P. ở Zimmerwald.